# William O'Callaghan
William O'Callaghan (1921-26 de diciembre de 2015) fue un general del Ejército irlandés, que tuvo el cargo de comandante de la FINUL (Fuerza Interina de las Naciones Unidas en Líbano), desde febrero de 1981 hasta mayo de 1986. Recibió diversas condecoraciones, entre las que destacan la Legión de Honor francesa, la Orden del Cedro libanesa y la Medalla de Servicios Distinguidos en su país.